# Jarl Wickman
Jarl Hugo Wickman, född 25 september 1935 i Högbo, Gävleborgs län, död 22 februari 1971 i Valbo, var en svensk teckningslärare, tecknare och grafiker.
Han var son till Hugo Wickman och Asta Gunborg Blom och från 1958 gift med läraren Ing-Marie Ljung. Wickman studerade vid Konstfackskolan i Stockholm 1954–1960 och var därefter verksam som teckningslärare. Vid sidan av sitt arbete var han verksam som tecknare och grafiker och debuterade med en separatutställning på Galleri Svarta katten i Gävle 1961 där han visade svartvit konst. Som medlem i Föreningen Gävle grafiker medverkade han i föreningens utställningar i Gävle, Sandviken, Hudiksvall och Söderhamn samt i utställningar arrangerade av Gävleborgs konstförening.